# カルペパー郡 (バージニア州)
カルペパー郡（英: Culpeper County）は、アメリカ合衆国バージニア州の中央部北に位置する郡である。人口は5万2552人（2020年）。郡庁所在地はカルペパー町であり、同郡で人口最大の町である。カルペパー町は近年爆発的に人口が増大したが、郡としては田園部のままである。郡内には常に大きな富裕層がいたが、首都や州都に近いにも拘わらず大半の地域では貧困が続いている。

## 歴史
カルペパー郡となった地域にヨーロッパ人が入ってきた時、スー語族のテグニナテオと呼ばれるマナホーク族下の部族が住んでいた。カルペパー郡は1749年にオレンジ郡から分離して設立された。郡名は、第2代コールペパー男爵トマス・コールペパーに因んで名付けられた。南北戦争の1862年8月9日にシーダー山の戦いが、1863年6月9日にはブランディ・ステーションの戦いが郡内で起きた。
1749年5月、最初のカルペパー郡委員会が、カルペパーの町からそれ程遠くない場所にあったロバート・コールマンの家で開かれた。1749年7月、17歳のジョージ・ワシントンが郡初の測量士の任務を受けた。最初の任務の1つは、郡庁舎の区画を定めることであり、そこには郡庁舎、監獄、足かせ、絞首台、付属建物が作られることになっていた。1752年までに、現在のデイビス通りとメインストリートの北東隅に、この複合施設が建てられた。この郡庁舎がある村は、第6代フェアファックス男爵トマスに因んでフェアファックスと名付けられた。
1775年5月、バージニア会議が開催され、植民地は16の地区に分けられた。各地区には、「警告から1分間で行軍できる」大隊を立ち上げるよう指示があった。カルペパーとオレンジおよびフォーキアが1つの地区となり、カタルパ地所の「クレイトンの古い畑」に350名の部隊を立ち上げた。これがカルペパー・ミニットマンと呼ばれるようになった。このミニットマンは、隊旗にガラガラヘビを描き、「自由さもなければ死を」と「私を踏みにじるな」という文字が書かれたものを持って行軍し、バージニア州ではアメリカ独立戦争の最初の戦闘となったグレートブリッジの戦いに参戦した。1860年、近づいていた南北戦争のために、カルペパー・ミニットマンが再度編成され、第13歩兵連隊B中隊となった。さらに第一次世界大戦でも編成され、第116歩兵連隊に加わった。
1827年〜1834年までアメリカ合衆国下院議長を務めたアンドリュー・スティーヴンソンは、1784年1月21日にカルペパー郡で生まれた。南北戦争の南軍で活躍したA・P・ヒル将軍の少年時代の家が郡内にある。
アメリカ野球殿堂入りしたエッパ・リクシーはカルペパーが故郷である。またバスケットボールのプロ選手キース・"ミスター"・ジェニングスも同様である。カントリーミュージックのスター、ビッグ&リッチのケニー・アルフィンもカルペパーの生まれである。
カルペパー郡はブルーリッジ山脈の麓にあり、アメリカ国道522号線でオールドラグ山やスカイライン・ドライブに行くことができる。
郡内には世界クラスの乗馬イベントがあるコモンウェルス公園がある。俳優のクリストファー・リーヴが乗馬競争で転落、脊髄損傷を起こし首から下が麻痺したのもここである。
1993年2月、ノーマン・クランプトンの挙げた「アメリカの小さな町ベスト100」にカルペパーの町が入った。
カルペパー郡は、学校の人種統合についてはバージニア州で最も遅い郡となった。

## 地理
アメリカ合衆国国勢調査局に拠れば、郡域全面積は382平方マイル (989.4 km2)であり、このうち陸地381平方マイル (986.8 km2)、水域は1平方マイル (2.6 km2)で水域率は0.33%である。

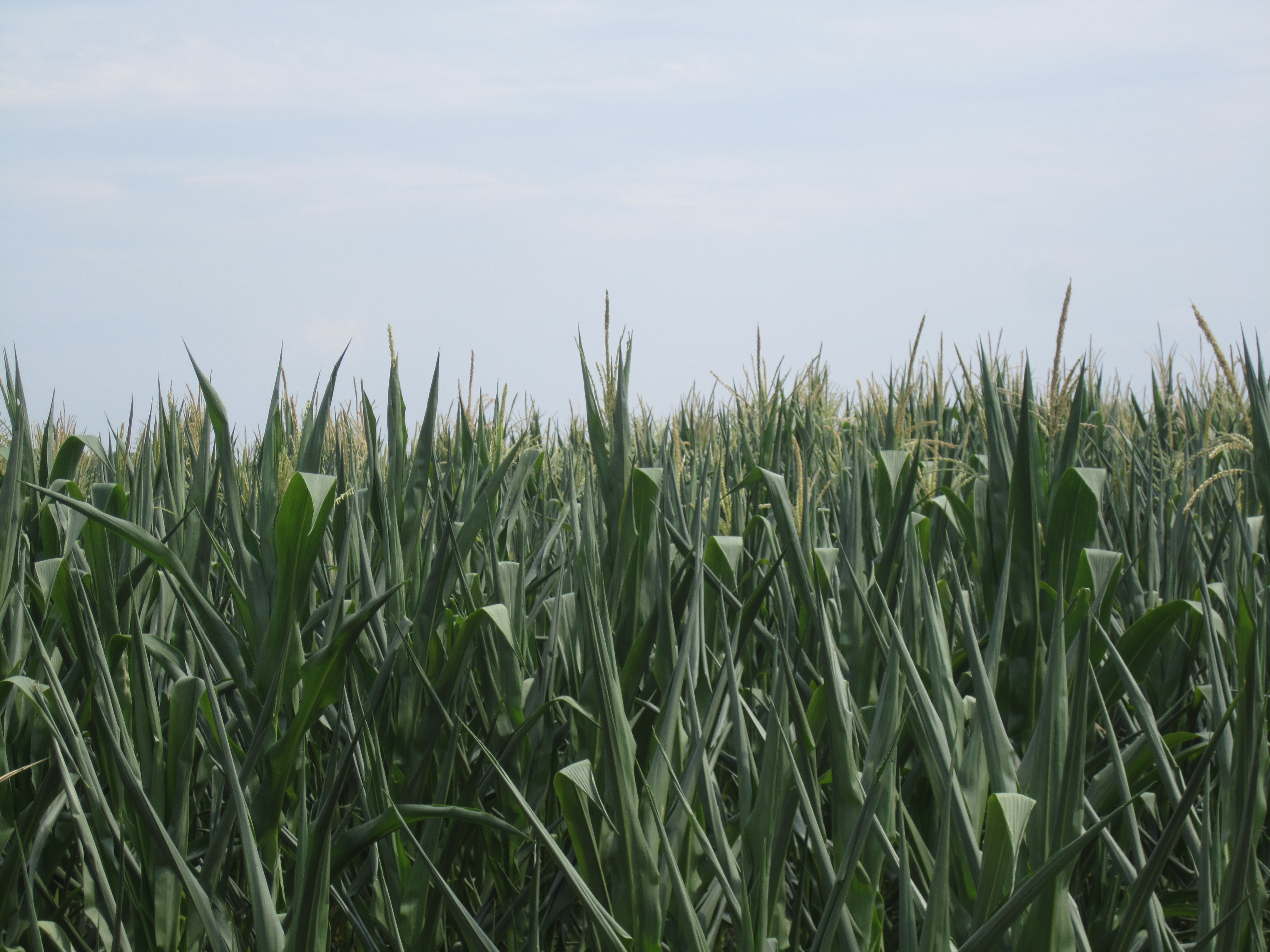
カルペパー東のトウモロコシ畑

### 主要高規格道路
- アメリカ国道15号線
- アメリカ国道29号線
- アメリカ国道211号線
- アメリカ国道522号線
- バージニア州道3号線
- バージニア州道229号線
- バージニア州道299号線

### 隣接する郡
- スタフォード郡 - 東
- オレンジ郡 - 南
- マディソン郡 - 南西
- ラッパハノック郡 - 北西
- スポットシルベニア郡 - 南東
- フォーキア郡 - 北東

## 人口動態
以下は2000年国勢調査による人口統計データである。
| 基礎データ - 人口: 34,262人 - 世帯数: 12,141 世帯 - 家族数: 9,045 家族 - 人口密度: 18人/km2（40人/mi2） - 住居数: 12,871軒 - 住居密度: 13軒/km2（34軒/mi2） 人種別人口構成 - 白人: 68.27% - アフリカン・アメリカン: 28.15% - ネイティブ・アメリカン: 0.33% - アジア人: 0.66% - 太平洋諸島系: 0.01% - その他の人種: 1.15% - 混血: 1.43% - ヒスパニック・ラテン系: 2.50% 年齢別人口構成 - 18歳未満: 25.7% - 18-24歳: 8.1% - 25-44歳: 31.1% - 45-64歳: 23.3% - 65歳以上: 11.9% - 年齢の中央値: 36歳 - 性比（女性100人あたり男性の人口） - 総人口: 103.3 - 18歳以上: 103.2 | 世帯と家族（対世帯数） - 18歳未満の子供がいる: 35.0% - 結婚・同居している夫婦: 58.5% - 未婚・離婚・死別女性が世帯主: 11.3% - 非家族世帯: 25.5% - 単身世帯: 20.6% - 65歳以上の老人1人暮らし: 7.9% - 平均構成人数 - 世帯: 2.68人 - 家族: 3.08人 収入と家計 - 収入の中央値 - 世帯: 45,290米ドル - 家族: 51,475米ドル - 性別 - 男性: 36,621米ドル - 女性: 25,985米ドル - 人口1人あたり収入: 20,162米ドル - 貧困線以下 - 対人口: 29.2% - 対家族数: 27.0% - 18歳未満: 38.3% - 65歳以上: 28.6% |

## 町
- カルペパー - 郡庁所在地

### 未編入の町
| - アランサス - ボストン - ブランディステーション - ビューナ - カードバ | - カタルパ - エドワーズショップ - エッグボーンズビル - エルドラダ - エルクウッド | - グリフィンズバーグ - ジェファーソントン - ケリーズフォード - ラグレンジ - リグナム | - ミッチェルズ - ラピダン - リーバ - リチャーズビル - リクシービル | - スティーブンズバーグ - ウェイクフィールド - ウィンストン |

## 教育
郡内の公共教育はカルペパー郡公共教育学区が管轄している
高校
- カルペパー郡高校
- イースタンビュー高校